# Théorème de dérivation des fonctions composées
 (juin 2023).
Si vous disposez d'ouvrages ou d'articles de référence ou si vous connaissez des sites web de qualité traitant du thème abordé ici, merci de compléter l'article en donnant les références utiles à sa vérifiabilité et en les liant à la section « Notes et références ».
En mathématiques, dans le domaine de l'analyse, le théorème de dérivation des fonctions composées (parfois appelé règle de dérivation en chaîne ou règle de la chaîne, selon l'appellation anglaise (en)) est une formule explicitant la dérivée d'une fonction composée pour deux fonctions dérivables. Elle permet de connaître la j-ème dérivée partielle de la i-ème application partielle de la composée de deux fonctions de plusieurs variables chacune. Schématiquement, si une variable y dépend d'une seconde variable u, qui dépend à son tour d'une variable x, le taux de variation de y selon x est calculable comme le produit du taux de variation de y selon u et du taux de variation de u selon x :
{\displaystyle {\frac {\mathrm {d} y}{\mathrm {d} x}}={\frac {\mathrm {d} y}{\mathrm {d} u}}\cdot {\frac {\mathrm {d} u}{\mathrm {d} x}}}.
C'est de cette règle que découle celle du changement de variable pour le calcul d'intégrales.

## Cas réel
Théorème — Soient {\displaystyle I} et {\displaystyle J} deux intervalles de {\displaystyle \mathbb {R} }, {\displaystyle f:I\to \mathbb {R} } et {\displaystyle g:J\to \mathbb {R} } deux fonctions telles que {\displaystyle f(I)\subset J}, et {\displaystyle a} un point de {\displaystyle I}.
Si {\displaystyle f} est dérivable au point {\displaystyle a} et {\displaystyle g} est dérivable au point {\displaystyle f(a)} alors la composée {\displaystyle g\circ f} est dérivable au point {\displaystyle a} et
où {\displaystyle \times } est le produit usuel de {\displaystyle \mathbb {R} }.
Une démonstration est proposée sur la Wikiversité (voir infra).
Si {\displaystyle f} est dérivable sur {\displaystyle I} et {\displaystyle g} dérivable sur {\displaystyle J} on a donc, sur {\displaystyle I} :
Il est aussi possible de l'écrire avec la notation de Leibniz sous la forme :
{\displaystyle {\frac {{\text{d}}(g\circ f)}{{\text{d}}x}}={\frac {{\text{d}}g}{{\text{d}}f}}{\frac {{\text{d}}f}{{\text{d}}x}}}
où {\displaystyle {\frac {{\text{d}}g}{{\text{d}}f}}} indique que {\displaystyle g} dépend de {\displaystyle f} comme si {\displaystyle f} était une variable.
Pour une meilleure lecture on pose souvent {\displaystyle u=f(x)} et l'on obtient :
{\displaystyle {\frac {\text{d}}{{\text{d}}x}}g\circ f(x)={\frac {{\text{d}}g(u)}{{\text{d}}u}}\cdot {\frac {{\text{d}}u}{{\text{d}}x}}}.

## Cas général
Théorème — Soient E, F deux espaces vectoriels normés et G un espace vectoriel topologique séparé. Soient U un ouvert de E, V un ouvert de F, f une application de U dans V, g une application de V dans G, et a un point de U. Si f est différentiable au point a et g différentiable au point f(a) alors g∘f est différentiable au point a, et
En particulier si E = Rn, F = Rm et G = Rp,
la matrice jacobienne de g∘f au point a est le produit de celle de g au point f(a) par celle de f au point a, ce qui peut s'écrire, en notant